# Resan till världens ände
Resan till världens ände är en ungdomsroman av Henning Mankell, utgiven 1998.
Boken är den tredje fristående uppföljare till Hunden som sprang mot en stjärna. Den vann Augustpriset för bästa barn- och ungdomsbok 1998. De andra uppföljarna är Skuggorna växer i skymningen och Pojken som sov med snö i sin säng.